# Ерміна (тропічний шторм, 1998)
Тропічний шторм Ерміна (англ. Tropical Storm Hermine) — був восьмим тропічним циклоном, названим Атлантичним сезоном ураганів у 1998. Ерміне розвинувся з тропічної хвилі, яка виникла на західному узбережжя Африки п'ятого вересня. Хвиля переміщалась на захід, через Атлантичний океан, а на вході в північно-західну частину Карибського басейну взаємодіяла з іншими погодними системами. 
Отримана система була оголошена тропічною депресією 17 вересня в центральній частині Мексиканської затоки. Буря крутилась на північ повільно, і після того, як перетворилась на тропічний шторм, накрила Луїзіану, де швидко знову переросла в тропічну депресію 20 вересня.
Перед тим як шторм прибув, жителі Гранд-Айл штату Луїзіана були евакуйовані. Так як це слабкий тропічний шторм, збитки від Ерміне були легкими. Опади поширювались з Луїзіани через Джорджію, результатом став ізольований раптовий повінь. У деяких районах штормовий приплив продовжив повінь на узбережжі від тропічного циклону. Прогнозували поривчасті вітри. Об'єднане  торнадо в Міссісіпі пошкодило пересувні будинки і транспортні засоби, і завдало втрат. В той час як Ерміне не був особливо руйнівним штормом, він об'єднався з іншими тропічними циклонами, і в результаті завдали шкоди сільському господарству.

## Метеорологічна історія
5 вересня 1998 року, тропічні хвилі вийшли з західного узбережжя Африки і увійшли в Атлантичний океан. Хвиля не була пов'язана з будь-якою грозовою активністю, поки не досягла Навітряних островів, коли й почались зливи. Йдучи на захід, це зрушення наблизилося до Південноамериканської берегової лінії і опинилось в північно-західній частині Карибського басейну. Хвиля взаємодіяла з іншою, що увійшла до цього регіону. В цей час великий потік мусону переважав над Центральною Америкою, частиною Карибського моря і частиною Мексиканської затоки. Область низького тиску розвивалась над північно-західною частиною Карибського басейну,  а також близько 1200 UTC 17 вересня, система була досить організована, щоб бути оголошеною тропічною депресією в центральній частині Мексиканської затоки.
Спочатку, шаблони хмар пов'язаних з системою характеризувались щільно і чітко визначеною циркуляцією, а також кластерами глибокої конвекції на південь від центру. Внаслідок близькості великого верхнього рівня зони низького тиску в південній частині Мексиканської затоки, навколишнє середовище не сприяло посиленню. 
Під впливом нерозвиненості, депресія перемістилась на південь. Система, що завершила циклонічну петлю в центральній затоці,  на початку 18-го вересня переміщується на північ. В результаті зрушення вітру, центр циркуляції був відокремлений від глибокої конвективної активності.
Рано-вранці наступного дня глибока конвекція була в невеликому районі на північному сході від центру. Рух був майже нерухомим, з поступовим зміщенням у південно-східному напрямку. Незважаючи на зрушення вітру, депресія досягла статусу тропічного шторму в 1200 UTC 19 вересня; як такий, він був названий Ерміне Національним центром з дослідження ураганів.
Незабаром після того, як змінюється до тропічного шторму, Ерміне досягає свого піку інтенсивності з максимальними тривалими вітрами 45 миль в годину (75 км / год).Тропічні штормові вітри обмежувалися східним півколом циклону. Ерміне пішов на північ і наблизився до узбережжя, де він мало не припинив своє існування. Постійно послаблюючись, шторм прямував на берег недалеко від Кокодрі, штат Луїзіана в 0500 UTC 20 вересня з вітрами 40 миль в годину (64 км / год), а потім переріс в тропічну депресію. Коли він виходив на сушу, пов'язані дощові смуги були визнані не дуже вражаючими, хоча спостерігалося швидке збільшення грозової активності на схід від центру. Грози спричинили сильні дощі в деяких районах південно-східної Луїзіани і на півдні Міссісіпі. Шторм поступово ослаблюється, так як циркуляція переміщується на північний схід, і розсіюється в 1800 UTC. Спочатку, вважалось, що залишки Ерміне сприяли розвитку урагану "Карла". 
Проте, це не було підтверджено.

## Готовність
17 вересня, Національний центр з дослідження ураганів випустив тропічний штормовий годинник з Сардженту, Техас в Гранд-Айл, штат Луїзіана. На наступний день, годинник був поширений на південь від Сардженту до Матагорду, Техас, і на схід до Паскагула, штат Міссісіпі. Тропічне штормове попередження було відправлене з Морган-Сіті, штат Луїзіана, на схід в Пенсакола, штат Флорида, 19 вересня. Попередження швидко поширювалося на захід від Морган-Сіті до Берегового-Сіті, штат Луїзіана, і до 1200 UTC 20 вересня всі попередження про тропічні циклони було припинено. Так як буря почала просуватися вглиб, повені були на півдні Міссісіпі. На Гранд-Айл, обов'язковий наказ про евакуацію було оголошено тричі за останні три тижні, а жителям низинних районів Лафурш було наказано покинути дім. Притулки були відкриті, але мало хто їх використовував. Тільки п'ятнадцять чоловік увійшли в притулок Американського товариства Червоного Хреста в Лароз, штат Луїзіана, який був розроблений для 500 людей. Робітники були евакуйовані з нафтових вишок в Мексиканській затоці, і енергетичні ф'ючерси істотно зросли в очікуванні шторму, хоча, коли Ерміне не вдалося завдати значної шкоди, вони відступили. Берегова охорона евакуювали свою станцію Гранд-Айл в процесі підготовки.

## Вплив

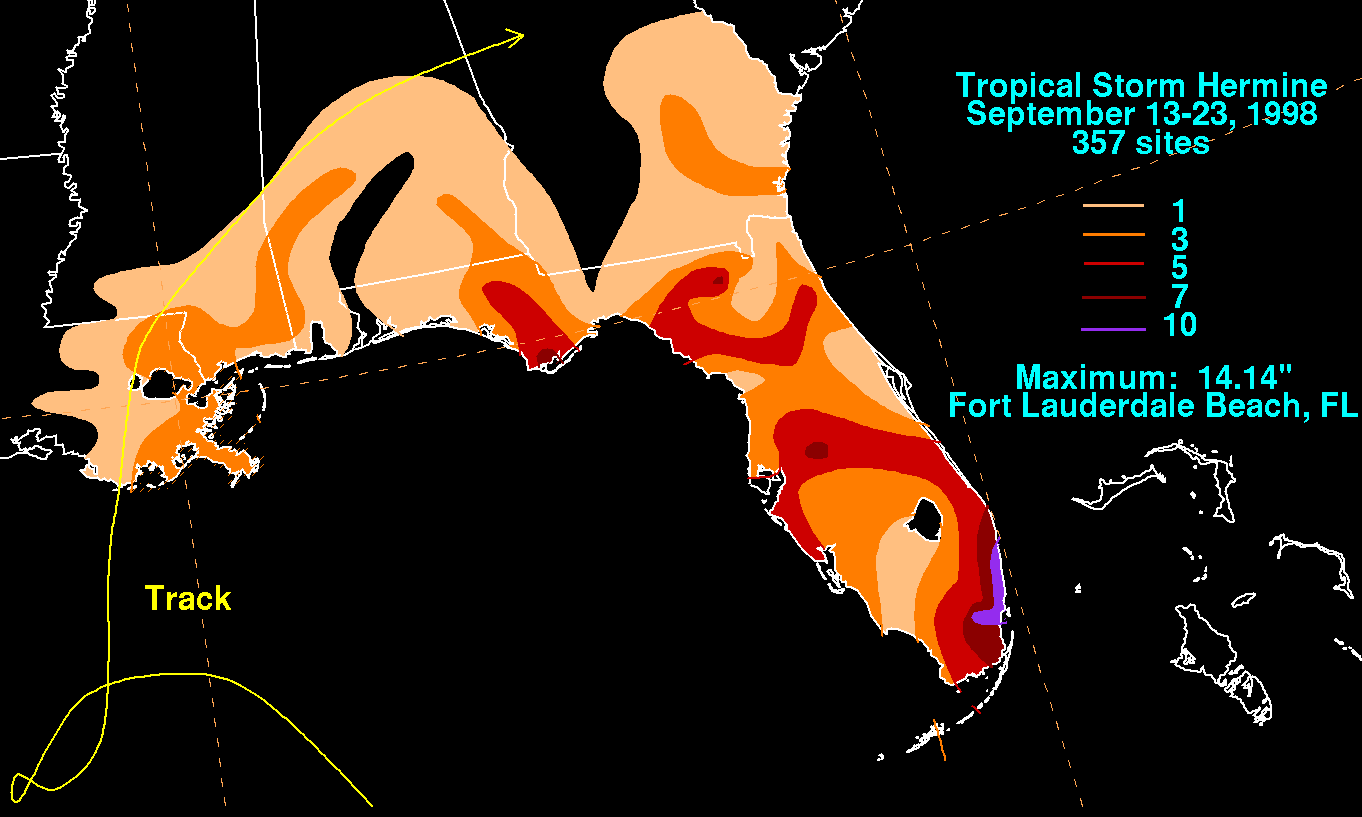
Опади від Ерміне

У південній Флориді, поєднання дощових хмар з Ерміне і окремого циклону верхнього рівня в його околицях проводиться до 14.14 дюймів (359 мм) опадів. Залишки Ерміне поширили зливи по всій північній частині держави. Сильна злива пошкодила дерево Орландо, і призвела до кількох дорожньо-транспортних пригод. Людина померла на шосе США маршрут 441 після втрати контролю над своїм транспортним засобом. 
Після виходу на берег в Луїзіані, вітри були в основному з мінімальною силою і обмежується шквалами. У відкритому морі пориви вітру досягали 46 миль в годину (74 км / год), повідомлялося також поблизу гирла річки Міссісіпі недалеко від Нового Орлеана пориви вітру досягали 32 миль на годину (51 км / год).Уздовж узбережжя, штормові припливи були від 1 до 3 футів (від 0,30 до 0,91 м) вище норми, які продовжили затоплення берега в деяких районах ще від попереднього тропічного шторму Френсіс. Вітри на Гранд-Айлі досягали 25 миль на годину (40 км / год), і штормові припливи на острові в середньому 1 фут (0,30 м). Ерміне приніс від 3 до 4 дюймів (від 76 до 102 мм) опадів державі, викликаючи ізольований раптовий повінь.Поруч з Томасом, частина Луїзіани, шосе 438 було затоплене паводковими водами. Нафтова вишка в Мексиканській затоці, повідомляли про стійкі вітри 48 миль в годину (77 км / год) з поривами до 59 миль в годину (95 км / год).

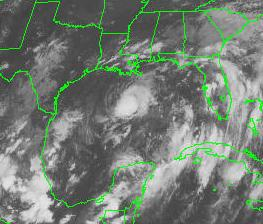
Тропічний шторм Ерміне 19 вересня

Приблизно о 8:30 ранку 20 вересня, ймовірно чоловік потонув в озері Кетуоч (північний захід від Нового Орлеана). Він ловив креветок в мінливих водах озера, викликаних штормом, і пірнув у воду без рятувального жилета, щоб розплутати сітку від гвинта його човна. Після того, як він звільнив пропелер, човен був віднесений течією, тоді його останній раз бачили. Після зникнення, берегова охорона почала пошук на чергових шлюпках і з пошуковими собаками, але не могли знайти його. Врешті-решт тіло знайшли вранці 22 вересня. Капітан Пет Йоус сказав, що шторм, "очевидно ... зіграв свою роль" в смерті людини, але лейтенант Вільям Брюєр з берегової охорони Сполучених Штатів повідомив пресі, що він не думає, що це було безпосередньо пов'язано зі штормом. 
Ерміне породив два торнадо в штаті Міссісіпі. Один знищив два пересувних будинки, пошкодив сім автомобілів, і через нього одна незначна травма; інший причинив лише незначні пошкодження. Кількість опадів від 4 до 5 дюймів (від 100 до 130 мм) стали причиною локалізованого затоплення; південна частина округу Волзхол, частини Міссісіпі шосе 27 знаходилися під 1 футом (0,30 м) води. Більше 6 дюймів (150 мм) опадів зафіксовано в Алабамі, що призвело до затоплення квартир і кількох доріг, і закриття ряду автомагістралей. Численні автомобілі були пошкоджені, і автомобілісти застрягли на Бібб Каунті Рут 24. Повені також покрили шосе США маршрут 11 поруч з Тускалусом, посадивши на мілину кілька автомобілістів і вантажівку з молоком. Прогнозування повеней були в Бібб і Шелбі округах, так як Північна Алабама пережила свої перший опади у вересні місяці. Опади поширювалися на схід до Джорджії,де дощі призвели країну до того, що було попереджено про пожежу для трьох північних округів, Південної Кароліни і Північної Кароліни. Залишки шторму скинули 10,5 дюйма (27 см) дощу на Чарльстон, Південну Кароліну і кількість опадів піднялась до ніг повідомлялося в інших частинах держави. Дощ в Чарльстоні призвів до більше, ніж п'яти футів стоячої води в деяких районах, змусивши декілька сімей покинути свої мобільні будинки, і посадив на мілину ряд транспортних засобів. В результаті, місцева поліція закрила кілька доріг, в тому числі міжштатну секцію 526.
Загалом, збиток становив $ 85 000 (1998 USD); наслідки були описані як незначні. Хоча втрати від Ерміне були малими,  округи в штаті Луїзіана і Техас були оголошені зонами лиха через збитки, пов'язані з попереднім тропічним штормом Френсіс, і Управління готовності до надзвичайних ситуацій Луїзіани поширили ці кошти для покриття збитків від Ерміне. 

## Наслідки
Проливні дощі від Ерміне в поєднанні з Френсісом викликали великі загибелі риб в південній частині Луїзіани, вперше таке було викликане ураганом Ендрю в 1992 році. Дощ з двох штормів затопив болота в південній Луїзіані, де швидко втратився кисень через розклад рослинного матеріалу. Після того, як болота почали осушувати, вода з низьким вмістом кисню протікала в потоки, канали і в дельти річок у цьому районі.  Без достатньої кількості кисню, місцева риба швидко вимерла, заповнюючи водні шляхи, особливо в районі озера Чарльз і Лафаєт, згідно Департаменту дикої природи і рибальства Луїзіани. В цілому, вбита риба негативно впливає щонайменше на десяток окремих озер і дельт річок в державі. 
Спільний вплив Ерміне і інших штормів завдали значної шкоди сільському господарству Луїзіани.
Стояча вода після Ерміне забезпечила ідеальні умови для комарів, які формували досить великі рої, що вбивали худобу після шторму. Принаймні дванадцять биків і коней вбили комарині укуси протягом наступного тижня, включаючи биків, які потонули після того, як насилу просувались в глибоку воду, щоб уникнути комах. Дощі і стояча вода від шторму також уберігає фермерів від висихання соєвих бобів і руйнує цукрову тростину. За словами комісара сільського господарства Луїзіани Боба Одома, об'єднані наслідки урагану Ерла, тропічного шторму Френсісу, і тропічного шторму Ерміне завдали $ 420 мільйонів прямих і непрямих втрат для фермерів Луїзіани.